# Ljubački Stanovi
Ljubački Stanovi su zaselak u Općini Ražanac u Zadarskoj županiji.

## Zemljopis
Ljubački Stanovi nalaze se 9 km jugozapadno od Općine Ražanac. Smješteni su  uz obalu Ljubačkog zaljeva s južne strane na ulazu u mjesto Ljubač. Zadar je najbliži grad udaljen 27 km, a udaljenost od autoceste je 25 km u pravcu Posedarja.

## Spomenici i znamenitosti
- Crkvica sv. Ivana Glavosjeka je sagrađena 1895.
- Ostaci crkve sv. Marije Magdalene.[3]

## Gospodarstvo
Mještani se bave poljoprivredom i ribarstvom.